# Ригер, Геннадий
Геннадий Ригер (ивр. גנדי ריגר‎; 24 мая 1948 — 12 октября 2015) — израильский политик, член Кнессета от партии «Исраэль ба-Алия» (1999—2003).
Изучал машиностроение во Львовском университете, до эмиграции в Израиль в 1990 году работал инженером.
В 1992 году принимал участие в создании партии иммигрантов «ДА» («Демократия ва-Алия»). В 1996 году он стал генеральным секретарём партии иммигрантов «Исраэль ба-Алия».
Позже он основал политическую консалтинговую фирму Politeck.
Был женат, имел одного ребёнка, жил в Кфар-Саве, где и скончался после тяжёлой болезни.